# Kleine lapsnuitkever
De kleine lapsnuitkever (Otiorhynchus ovatus) is een soort uit de familie van de snuitkevers (Curculionidae).